# البرستات
البرستات (به آلمانی: Alberstedt) یک منطقهٔ مسکونی در آلمان است که در Farnstädt واقع شده‌است.

## خصوصیات
البرستات ۸٫۷۸ کیلومترمربع مساحت دارد ۱۵۲ متر بالاتر از سطح دریا واقع شده‌است.